# Rully (Saona e Loira)
Rully è un comune francese di 1 627 abitanti situato nel dipartimento della Saona e Loira nella regione della Borgogna-Franca Contea.

## Società

### Evoluzione demografica
Abitanti censiti